# Henqu II.
Henqu II., mit schönem Namen Iy…f, war ein altägyptischer Beamter und lebte wahrscheinlich in der Mitte der 6. Dynastie während der frühen und mittleren Regierungszeit von Pepi I. Er bekleidete zu dieser Zeit zahlreiche religiöse und politische Ämter, von denen die wichtigsten das eines Gaufürsten des 12. oberägyptischen Gaues und eines Wesirs waren. Henqu II. ist Besitzer des Felsengrabes N67 in Deir el-Gebrawi.

## Ämter und Titel
Die meisten der von Henqu II. bekleideten Ämter hatte bereits sein Vater Henqu I. inne, darunter das eines Gaufürsten des 12. oberägyptischen Gaues. Dieses Amt teilte sich Henqu II. mit seinem Bruder Hemre I. Insgesamt sind in dem Grab von Henqu II. folgende zwölf Titel erhalten:
| Transliteration            | Transkription                 | Übersetzung                            | Anmerkungen                     |
| -------------------------- | ----------------------------- | -------------------------------------- | ------------------------------- |
| Imi-ra-niut-mer            | Jmj-rˁ-njwt-mr                | Vorsteher der Pyramidenstadt           |                                 |
| Imi-ra-sesch(u)-a(u)-nesut | Jmj-rˁ-sš(w)-ˁ(w)-nswt        | Vorsteher der Urkundenschreiber        |                                 |
| Iri-pat                    | Irj-pˁt                       | Prinzregent                            |                                 |
| Hati-a                     | Ḥ3tj-ˁ                        | Gaufürst                               | bereits bei seinem Vater belegt |
| Heri-tep-aa                | Ḥrj-tp-ˁ3 O. Ä. 12            | Gaufürst des 12. oberägyptischen Gaues | bereits bei seinem Vater belegt |
| Cheret-schendjet-nebet     | Ḫrt-šnḏt-nbt                  | Leiter aller Schurze                   | bereits bei seinem Vater belegt |
| Cheri-habet                | H̱rj-ḥ3bt                      | Vorlesepriester                        | bereits bei seinem Vater belegt |
| Cheri-habet-heri-tep       | H̱rj-ḥ3bt-ḥrj-tp               | Oberster Vorlesepriester               | bereits bei seinem Vater belegt |
| Sem                        | Sm                            | Sem-Priester                           | bereits bei seinem Vater belegt |
| Semer-wati / Semher-wati   | Smr-wˁtj richtig: Smḥr-w ˁ.tj | Einzig(artig)er Freund                 | bereits bei seinem Vater belegt |
| Semsu-senut                | Smsw-snwt                     | Ältester des Schlangenstein-Heiligtums | bereits bei seinem Vater belegt |
| Tjati-sab-tjati            | Ṯ3tj-s3b-ṯ3tj                 | Großwesir                              |                                 |

## Familie
Henqu II. war der Sohn von Henqu I. und dessen Frau Bendjet. Er hatte vier Brüder namens Impy, Hemre, Cheteti und Schefau sowie möglicherweise zwei Schwestern namens Bendjet und Hemi. Mehrere Familienangehörige von Henqu II. sind in seinem Grab abgebildet. Er war mit zwei Frauen namens Chentitka/Iy und Nebet verheiratet und hatte zwei älteste Söhne namens Isi und Tjemy, wobei sicherlich die ältesten Söhne aus jeweils einer der beiden Ehen gemeint waren. Weitere Söhne waren ein weiterer Isi, Behesti, Henqu, ein weiterer Hen[qu] und ein Mann, dessen Name sich nicht erhalten hat. Töchter von Henqu II. waren Meretites und Nefer…ut…es.

## Das Grab Henqus II. in Deir el-Gebrawi

### Architektur

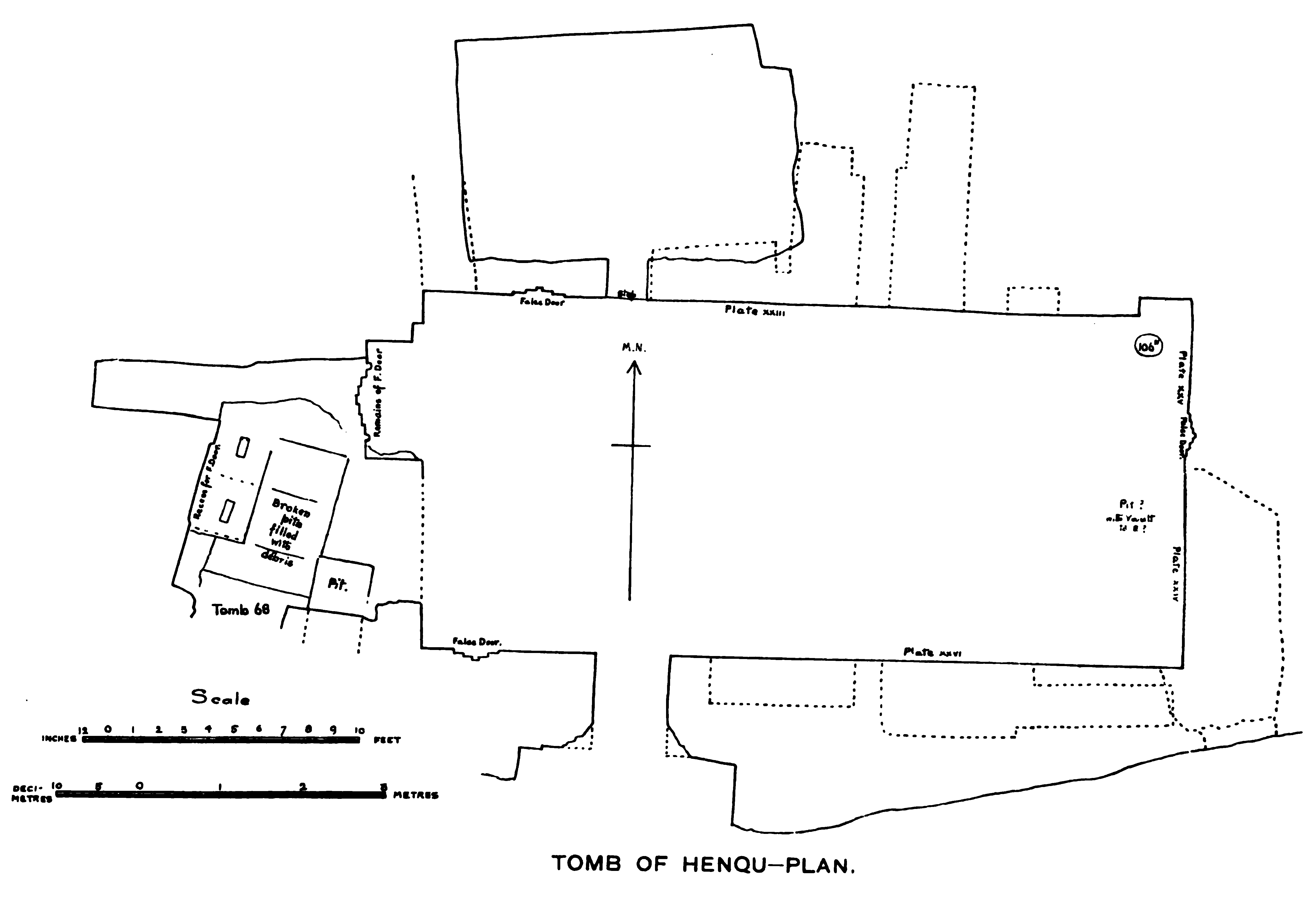
Grundriss des Grabes

Das Grab von Henqu II. liegt direkt östlich neben dem seines Bruders Hemre I. Der Eingang befindet sich auf der Südseite. Das Grab besteht aus einem Hauptraum und einem Serdab an der Nordwand. Der Hauptraum misst 9,14 m in Ost-West- und 4,25 m in Nord-Süd-Richtung. Der Serdab misst 4,00 m × 2,65 m. Er befindet sich auf einem höheren Niveau als der Hauptraum und ist mit diesem durch eine Treppe verbunden. Der Hauptraum besitzt vier Grabschächte und weiter neun Grabnischen, die sich über alle vier Wände verteilen. Die Wände des Raums sind sehr sorgfältig aus dem Fels gehauen, die Westwand heute aber fast völlig zerstört. Hier ist lediglich noch der untere Rand einer Scheintür auszumachen. An der Nordwand, unmittelbar östlich des Serdab-Zugangs befindet sich eine Nische, die vielleicht ursprünglich als Statuen-Nische geplant war.

### Dekoration
Alle bildlichen Darstellungen und Inschriften im Grab sind ausschließlich als Malerei ausgeführt. An der Westwand hat sich keinerlei Dekoration erhalten. Die Ostwand hat in jüngerer Zeit erhebliche Schäden erlitten und weite Teile, die noch von Davies dokumentiert worden waren, sind heute verloren.

#### Nordwand

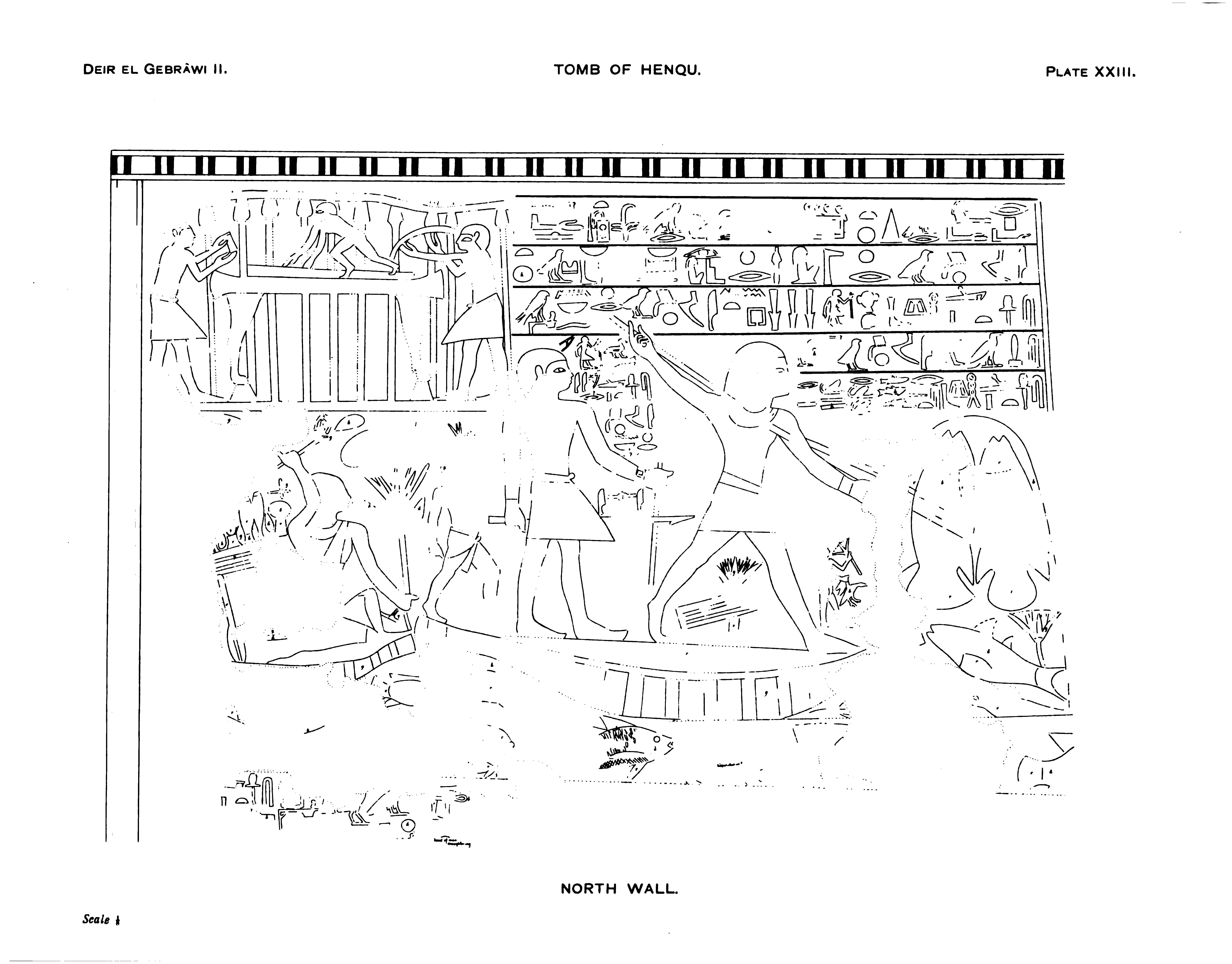
Der Grabherr beim Fische speeren

Auf der Nordwand befindet sich westlich des Serdabs eine Speisetisch-Szene. Henqu und seine Frau Chentitka sitzen auf einem Stuhl mit Löwenfüßen und einer kurzen Rückenlehne. Henqu trägt einen kurzen Schurz mit einem dekorierten Gürtel, einen Halskragen, Armreifen und eine kurze Perücke. Er hält die rechte Hand zum Opfertisch und führt sich mit der linken ein Trinkgefäß zum Mund. Chentitka trägt ein eng anliegendes Gewand mit dekorierten Schulterträgern, einen Halskragen, Armreifen und eine kurze Perücke. Sie legt ihrem Mann beide Hände auf die Schultern. Eine Inschrift über dem Paar nennt ihre Namen und Titel. Zwischen Henqu und dem Opfertisch befindet sich eine Opferformel, die Opfer sind über dem Tisch aufgelistet: „Tausend an Rindern, Tausend an Alabaster und Kleidern, Tausend an Brot, Bier und Kuchen.“ Darüber war eine Opferliste angebracht, die aber heute völlig ausgelöscht ist. Rechts davon ist im oberen Bereich eine größere Menge an Speisen und Getränken abgebildet, die teilweise sehr detailliert ausgearbeitet sind. Darunter befinden sich zwei Gabenbringer. Der vordere hält einen Rinderschenkel, der hintere ein Tablett. Beide führen kleine Tiere mit sich. Das unterste Register zeigte vielleicht mehrere weitere Personen, aber nur eine ist noch klar zu erkennen.
Der Bereich östlich des Serdabs lässt sich in zwei Abschnitte untergliedern. Der linke Abschnitt zeigt den Grabherrn beim Fische speeren. Er steht auf einem Papyrusboot mit hölzernem Deck und hat zwei Fische aufgespießt, die noch von Wasser umgeben sind. Weitere Fische sind unterhalb der gesamten Bootsdarstellung abgebildet. Die Fische sind ungewöhnlicherweise sehr tief am Bauch aufgespießt und nicht wie üblich, kurz unterhalb des Kopfes. Auch Henqus Kleidung weicht von der Standard-Darstellung ab: So trägt er einen sehr kurzen Schurz mit dekoriertem Gürtel anstelle der üblichen Sport-Tunika. Vor Henqu ist eine kleine Person dargestellt, die eine Lotos-Blüte und einen Vogel hält. Möglicherweise handelt es sich um einen Sohn Henqus. Zwischen Henqus Beinen befinden sich ein Bündel, eine Kopfstütze und eine Lotospflanze. Hinter ihm steht, ungewöhnlicherweise fast gleich groß dargestellt, sein ältester Sohn Isi. Er trägt einen Stab oder einen Speer in der linken Hand und eine Harpune in der Rechten. Hinter ihm wiederum befindet sich der Steuermann des Bootes. Über dem Boot sind Name und Titel des Grabherrn vermerkt.
Ein zweites Boot folgt dem von Henqu. Darin sitzt eine Person, bei der unklar ist, um wen es sich handelt. Davies vermutete darin Chentitka. Ungewöhnlich ist allerdings, dass die Person in rotbrauner Hautfarbe gemalt ist, während Chentitka an anderen Stellen des Grabes in gelber Hautfarbe erscheint. Kanawati schlug daher vor, dass es sich um Henqus zweite Frau, Nebet handelt, die auch an anderer Stelle in rotbrauner Hautfarbe dargestellt ist. Eine andere Möglichkeit wäre, dass es sich um einen Mann handelt, denn bedingt durch den schlechten Erhaltungszustand der Szene ist das Geschlecht nicht eindeutig bestimmbar.
Vor Henqus Boot befindet sich ein weiteres kleines Boot mit mindestens drei Personen, die Vögel und Blumen oder Früchte tragen. Rechts von diesem Boot steht eine einzelne Person, bei der es sich um seinen ältesten Sohn Isi handelt. Er hält einen Stab und ein Zepter. Die Wand oberhalb des Bootes und des Sohnes ist mit Darstellungen von Speisen und Getränken versehen. Oberhalb des linken Bootes ist eine Bettbereitungsszene dargestellt. Das gesamte untere Register besteht aus Schlachtungs- und vielleicht Küchenszenen.
Der zweite Wandabschnitt östlich des Serdabs besteht aus vier Registern, die verschiedene, nur teilweise miteinander zusammenhängende Szenen zeigen. Im oberen Register sind sechs sitzende Schreiber abgebildet, die verschiedene Schmuckgegenstände verzeichnen. Deren Herstellung wird im zweiten Register dargestellt: Ganz links sitzen Männer und waschen einen Halskragen in einer großen Schüssel. Vom Rest des Registers ist nur noch die Darstellung zweier Frauen teilweise erhalten, deren Tätigkeit aber nicht mehr bestimmbar ist. Das dritte Register zeigt den Fischfang mit einem Schleppnetz. Das Netz wird auf jeder Seite von vier Männern gezogen, in der Mitte steht ein Aufseher. Die Szene setzt sich im untersten Register fort: Hier ist ein sitzender Mann dargestellt, der Fische ausnimmt. Diese Szene kommt in Oberägyptischen Gräbern relativ selten vor. Eine weitere sehr seltene Darstellung ist eine Bestrafungsszene, die den Rest des unteren Registers ausmacht. Insgesamt sind drei Angeklagte wiedergegeben. Der linke läuft gebeugt und ein Beamter drückt seinen Kopf nach unten. Der Mittlere ist an einen Pflock gebunden und wird von einem Mann mit einem dicken Stock geschlagen. Der dritte Angeklagte ist nackt. Er wird von zwei Männern geführt, trägt eine Art Joch um den Hals und seine Hände sind an einen schweren Gegenstand, vielleicht einen Baumstamm, gebunden, der über den Boden schleift. Diese Darstellung ist in der ägyptischen Grabdekoration völlig einzigartig. Auch für die Schlagstock-Szene gibt es nur sehr wenige Parallelen und in keiner davon landet der Stock direkt auf dem Körper des Bestraften. Ungewöhnlich an der kompletten Szene ist auch das Fehlen eines Schreibers, der die Bestrafungen überwacht. Kanawati vermutet, dass diese Funktion eine nie vollendete Statue des Grabbesitzers übernehmen sollte, für welche die Nische östlich des Serdabs gedacht war.

#### Ostwand

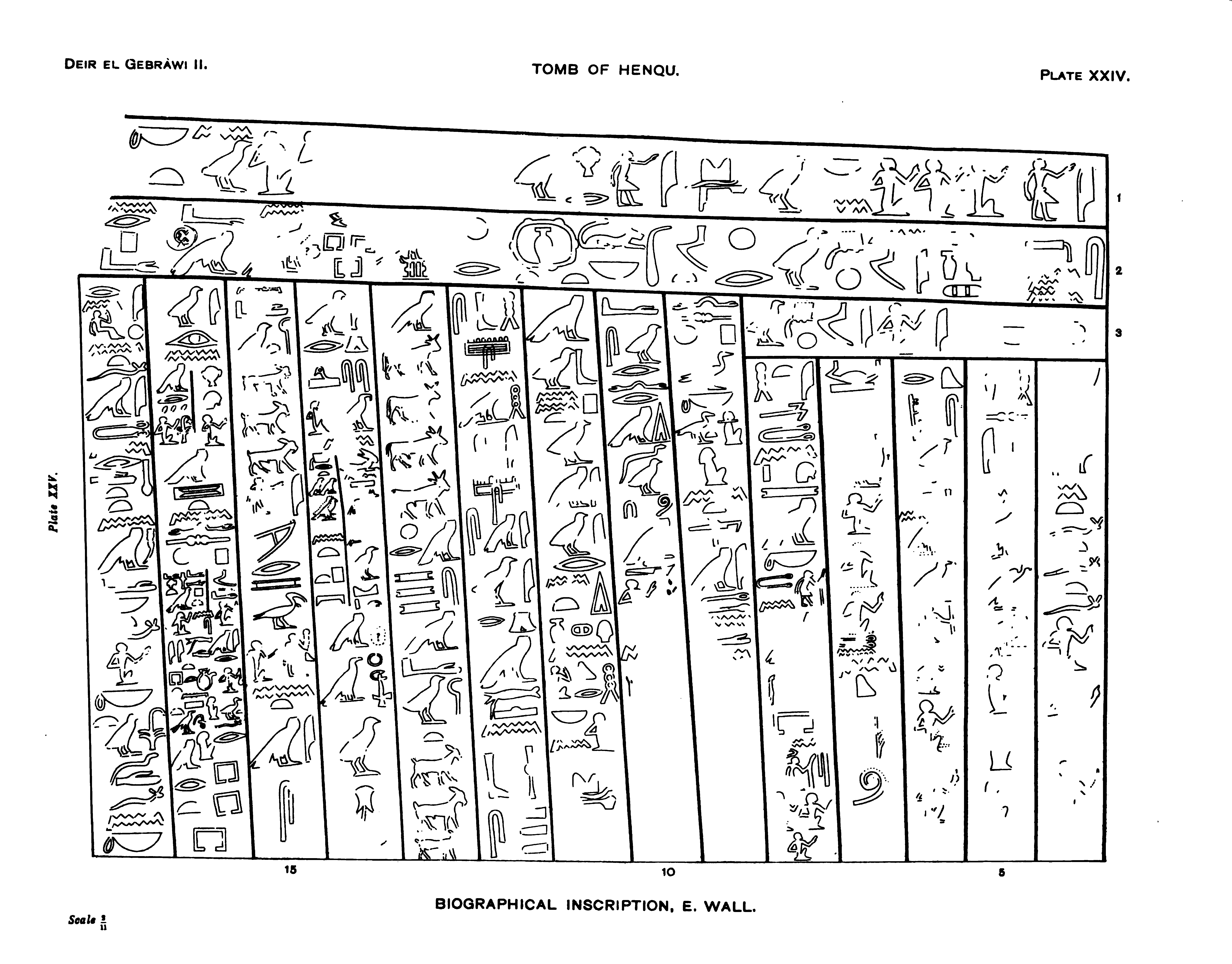
Autobiografische Inschrift

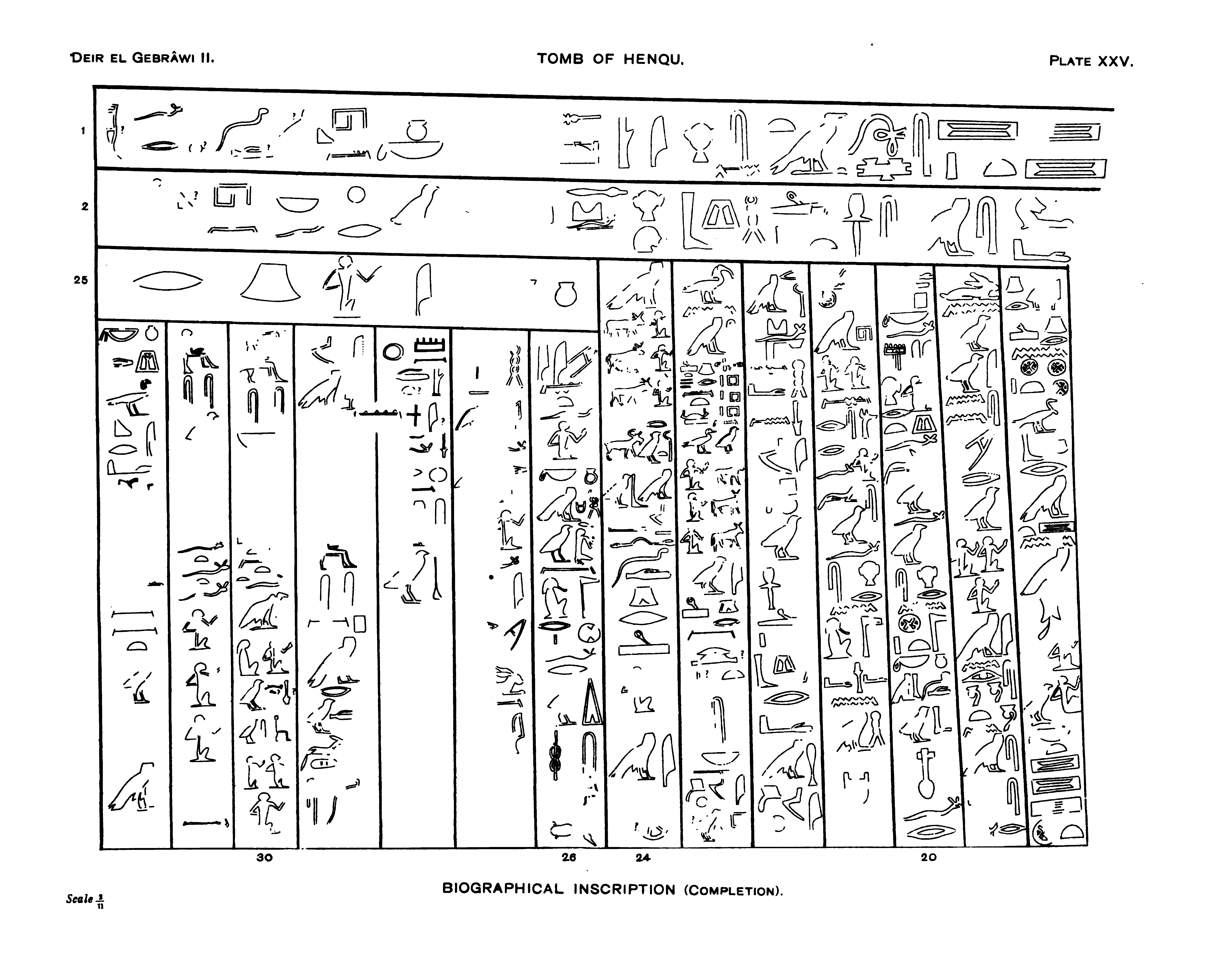
Autobiografische Inschrift (Fortsetzung)

Die Ostwand gliedert sich in ihrer gesamten Länge in drei Register. Im Oberen führen sechs Männer fünf Rinder und ein Kalb herbei. Das untere Register zeigt Pflügen und Säen von Getreide. Mindestens zwei Gruppen von Arbeitern sind dargestellt. In jeder führt ein Mann einen Ochsen, ein zweiter Mann lenkt den Pflug. Hinter ihnen laufen mehrere Säer, die in einer Hand einen Beutel mit Korn halten und es mit der anderen, hoch erhobenen Hand aufs Feld streuen.
Den größten Teil der Wand nimmt das mittlere Register ein, welches von einer langen Inschrift dominiert wird. Diese wird zu beiden Seiten von bildlichen Darstellungen begrenzt. Ganz rechts ist der sitzende Grabherr abgebildet. Vor ihm steht sein Sohn Tjemy. Dieser hält in einer Hand drei Gänse und reicht seinem Vater mit der anderen Hand ein Gefäß mit Parfüm. Zwischen beiden ist noch eine dritte, sehr viel kleinere Person dargestellt. Da sie einen Stab trägt, könnte es sich um einen weiteren Sohn handeln.
Links neben der Inschrift steht eine weitere Person, die ein Szepter in der rechten Hand hält und die linke zum Text führt. Nur ein Titel der Person ist vollständig erhalten. Da sie ein Zepter trägt, handelt es sich wahrscheinlich um Henqu. Die Inschrift selbst stellt eine Autobiografie Henqus dar.

#### Südwand
Die Südwand ist geglättet und mit Gips bestrichen, blieb aber bis auf einen kleinen Teil undekoriert. Dieser umfasst eine separate Speisetischszene für Henqus Ehefrau Nebet. Nebet sitzt auf einem elfenbeinernen Stuhl und führt eine Hand zum Opfertisch. Unter und neben dem Tisch sind Gefäße und Fleischstücke dargestellt. Über dem Tisch ist eine Opferformel angebracht. Eine Besonderheit bildet die genaue Angabe ihres Beerdigungsdatums. Nebet gegenüber ist eine Frau namens Meritites/Teti abgebildet, bei der es sich vielleicht um eine Tochter handelt. Hinter ihr folgen sechs Gabenbringer, vier Männer und zwei Frauen.